# Anastasio Bustamante
Anastasio Bustamante (ur. 27 lipca 1780 w Jiquilpan, zm. 6 lutego 1853 w San Miguel de Allende) – meksykański wojskowy i polityk, dwukrotny prezydent Meksyku (w latach 1837–1839 i 1839–1841) a wcześniej w latach 1830–1832 wiceprezydent Meksyku odpowiedzialny za prace rządu i pełniący obowiązki prezydenta. Należał do stronnictwa konserwatystów.

## Życiorys
Bustamante urodził się w rodzinie hiszpańskich imigrantów 27 lipca 1780 roku w Jiquilpan w stanie Michoacán.
Uczęszczał do seminarium w Guadalajarze i studiował medycynę w Meksyku. Następnie praktykował (bez tytułu doktora) w San Luis Potosí. Po wybuchu powstania niepodległościowego kierowanego przez księdza Hidalgo Bustamante przyłączył się do sił rojalistów. W wojsku kolonialnym dosłużył się rangi generała.
W 1821 roku przyłączył się do rebeliantów walczących z Hiszpanami. Wtedy to zajął miasta Guanajuato i Celaya i ogłosił swoje poparcie dla Agustina de Iturbidego (1783–1824) oraz dla manifestu politycznego powstańców nazwanego „planem de Iguala”. Dowodził oddziałem w Armii Trzech Gwarancji (hiszp. Ejército Trigarante).
Po odzyskaniu niepodległości, Meksyk stał się cesarstwem pod despotycznymi rządami Iturbidego, który został szybko obalony. Wcześniej jednak zdążył nadać Bustamantemu rangę kapitana generała. Po wygnaniu Iturbidego, Bustamante uzyskał dla siebie stanowisko w Rządzie Tymczasowym (Junta Provisional Gubernativa), który stał się ostoją dla reakcyjnych rządów konserwatystów.
W 1829 roku Bustamante został wiceprezydentem przy prezydencie Vicente Guerrerze (1782–1831). Guerrero okazał się jednak niekompetentnym prezydentem, który nie umiał sobie poradzić z hiszpańskimi próbami odzyskania Meksyku w 1829 roku (Hiszpanie zorganizowali wtedy ekspedycję w celu przywrócenia swoich rządów w tej dawnej kolonii). Bustamante doprowadził wtedy do zorganizowania spisku przeciwko Guerrerze w ramach „Planu de Jalapa”. W latach 1830–1832 pełnił obowiązki wiceprezydenta odpowiedzialnego za prace rządu za potwierdzeniem Kongresu i pełniący obowiązki prezydenta. W tym czasie wzmocnił swoje związki z konserwatystami, którzy zajęli najważniejsze stanowiska w jego gabinecie. Bustamante zorganizował tajną policję i ograniczył wolność prasy. Meksyk w tym okresie coraz bardziej pogrążał się w nieładzie, wzrastało także zadłużenie względem państw europejskich. Powstanie wojskowych w garnizonie w Veracruz przyczyniło się do obalenia władzy Bustamantego a on sam musiał uciekać z kraju.
W ciągu 5 lat siły, które doprowadziły Bustamantego do upadku, przywróciły go z powrotem do władzy. W 1837 roku Bustamante został wybrany prezydentem Meksyku. W trakcie jego prezydentury doszło m.in. do francuskiej inwazji w 1838 roku i oblężenia Veracruz oraz secesji stanów Jukatan, Tabasco i Chiapas. Wszystkie te wydarzenia wzmogły krytykę przeciwko Bustamantemu zarówno ze strony liberałów, jak i konserwatystów.
Utrata politycznego oparcia ze strony konserwatystów osłabiła pozycję Bustamantego. W 1840 roku rozpoczęła się seria niepokojów politycznych, które zakończyły się oblężeniem miasta Meksyk przez rebeliantów w 1841 roku i ostatecznym usunięciem Bustamantego z urzędu w 1841 roku, który po raz kolejny został zmuszony do ucieczki z kraju. Na krótko na scenę polityczną wrócił pod koniec lat 40. XIX w., kiedy poprowadził siły rządowe przeciwko zamachowi kierowanemu przez generała Mariano Paredesa y Arrillagę. Jednak zły stan zdrowia nie pozwolił mu odegrać większej roli.
Bustamante osiadł w San Miguel de Allende, gdzie zmarł w 1853 roku.